# أوسيرو
أوسيرو هي بلدية تقع في مقاطعة سوريا، في منطقة قشتالة وليون، في إسبانيا. يبلغ عدد سكانها 53 نسمة وذلك حسب (المعهد الوطني للإحصاء) سنة 2017، وتبلغ مساحتها 17,13 كم². تقع البلدية على نهر أوسيرو الذي يجري إلى وخشمة إلى الجنوب ثم إلى نهر دورو، وهي مدخل للمنتزه الطبيعي كانون ديل ريو لوبوس. توجد فيها قلعة أوسيرو والعديد من الأديرة.